# Glypta contrasta
Glypta contrasta är en stekelart som beskrevs av Dasch 1988. Glypta contrasta ingår i släktet Glypta och familjen brokparasitsteklar. Inga underarter finns listade i Catalogue of Life.